# Heide Fehrenbach
Heide Fehrenbach (* 11. Januar 1957) ist eine US-amerikanische Historikerin.
Nach der Promotion (Ph.D.) mit der Dissertation Cinema in democratizing Germany. The reconstruction of mass culture and national identity in the West, 1945–1960 im Jahr 1990 an der Rutgers University lehrte Fehrenbach von 1990 bis 1998 an der Colgate University und von 1998 bis 2001 an der Emory University. Anschließend war sie von 2001 bis 2022 Professorin am Department of History der Northern Illinois University.
Sie gehört zu den führenden Expertinnen unter den amerikanischen Historikern im Bereich der neuesten deutschen Geschichte sowie in der Geschlechterforschung. In ihrer Dissertation erforschte sie die Rolle, die das Kino bei der Rekonstruktion der kulturellen und politischen Identität Deutschlands zwischen 1945 und 1962 spielte. In einer 2005 veröffentlichten Studie untersuchte sie das Schicksal der Kinder deutscher Frauen und farbiger US-Soldaten nach dem Zweiten Weltkrieg.

## Schriften (Auswahl)
Monographien
- Cinema in democratizing Germany. Reconstructing national identity after Hitler. University of North Carolina Press, Chapel Hill 1995, ISBN 0-8078-4512-4.
- Race after Hitler. Black occupation children in postwar Germany and America. Princeton University Press, Princeton 2005, ISBN 0-691-11906-6.
- mit Rita Chin, Geoff Eley, Atina Grossmann: After the Nazi racial state. Difference and democracy in Germany and Europe. University of Michigan Press, Ann Arbor 2009, ISBN 0-472-03344-1.

Herausgeberschaften
- mit Uta G. Poiger: Transactions, transgressions, transformations. American culture in Western Europe and Japan. Berghahn Books, New York 2000, ISBN 1-57181-107-9.
- mit Davide Rodogno: Humanitarian Photography: A History. Cambridge University Press, New York 2015, ISBN 978-1-107-06470-6.